# سيف بن محمد بن عزاز
سيف بن محمَّد بن عزَّاز النجدي التميمي (ت. 1129 هـ). فقيه حنبلي. ولد في أشيقر. خال محمد بن عبد الوهاب.

## سيرته
حجَّ سنة 1090 هـ. أخذ العلم عن جملة من العلماء في نجد، منهم عبد الوهاب بن عبد الله بن مشرف (ت. 1125 هـ)، قاضي العيينة. وكان ماهرًا في الفقه. أخذ عنه العلم جماعة، منهم؛ محمد بن فيروز.